# Volo Indian Airlines 171
Il volo Indian Airlines 171 era un volo passeggeri di linea che si schiantò durante un tentativo di atterraggio di emergenza all'aeroporto Internazionale Chhatrapati Shivaji il 12 ottobre 1976, provocando la morte di tutte le 95 persone a bordo. La fatica del metallo in un disco del compressore causò l'esplosione dell'involucro, la rottura delle linee del carburante e l'accensione di un incendio a bordo, che alla fine mandò l'aereo fuori controllo.

## L'incidente
Il volo 171 era un volo di linea passeggeri nazionale da Bombay (Mumbai) a Madras (Chennai). Inizialmente un Boeing avrebbe dovuto effettuare il volo, ma a seguito di problemi a un motore fu sostituito da un Sud Aviation Caravelle. Poco dopo il decollo dalla pista 27, il volo 171 subì un guasto al motore n.2. L'equipaggio del volo 171 tornò immediatamente indietro per tentare un atterraggio di emergenza sulla pista 09 dell'aeroporto di Mumbai. Con il carrello abbassato a circa 1000 iarde dalla fine della pista e mentre si trovava a un'altitudine di 300 piedi, l'aereo subì una perdita di controllo e precipitò. Tutti a bordo del volo 171 morirono nell'incidente.

## Le indagini
Una crepa da fatica nel disco del compressore del decimo stadio causò un guasto alla centralina elettrica, seguito dallo scoppio della compressore e dalla rottura delle linee del carburante che attraversavano la struttura. Ciò causò un intenso incendio nel vano motore. L'incendio consumò le scorte di fluido idraulico del Caravelle e questa fu la causa per cui l'aereo andò fuori controllo.